# World Ports Classic 2015
La 4e édition de la World Ports Classic a eu lieu du 23 au 24 mai 2015. La course fait partie du calendrier UCI Europe Tour 2015 en catégorie 2.1.
Elle a été remportée par le Belge Kris Boeckmans (Lotto-Soudal), vainqueur de la deuxième étape, respectivement onze secondes devant l'Italien Danilo Napolitano (Wanty-Groupe Gobert) et le Biélorusse Yauheni Hutarovich (Bretagne-Séché Environnement).
Boeckmans gagne également le classement par points tandis que le Français Rudy Barbier (Roubaix Lille Métropole) termine meilleur jeune. De plus la formation belge Lotto-Soudal finit meilleure équipe.

## Présentation

### Équipes
Classée en catégorie 2.1 de l'UCI Europe Tour, la World Ports Classic est par conséquent ouverte aux WorldTeams dans la limite de 50 % des équipes participantes, aux équipes continentales professionnelles, aux équipes continentales et aux équipes nationales.
Dix-huit équipes participent à cette World Port Classic - quatre WorldTeams, dix équipes continentales professionnelles et quatre équipes continentales :
| UCI WorldTeams  | UCI WorldTeams | UCI WorldTeams |
| Nom de l'équipe | Pays           | Code           |
| --------------- | -------------- | -------------- |
| Astana          | Kazakhstan     | AST            |
| Giant-Alpecin   | Allemagne      | TGA            |
| Lotto NL-Jumbo  | Pays-Bas       | TLJ            |
| Lotto-Soudal    | Belgique       | LTS            |

| Équipes continentales professionnelles | Équipes continentales professionnelles | Équipes continentales professionnelles |
| Nom de l'équipe                        | Pays                                   | Code                                   |
| -------------------------------------- | -------------------------------------- | -------------------------------------- |
| Bora-Argon 18                          | Allemagne                              | BOA                                    |
| Bretagne-Séché Environnement           | France                                 | BSE                                    |
| Cofidis                                | France                                 | COF                                    |
| Cult Energy                            | Danemark                               | CLT                                    |
| Europcar                               | France                                 | EUC                                    |
| MTN-Qhubeka                            | Afrique du Sud                         | MTN                                    |
| Roompot Oranje Peloton                 | Pays-Bas                               | ROP                                    |
| Topsport Vlaanderen-Baloise            | Belgique                               | TSV                                    |
| UnitedHealthcare                       | États-Unis                             | UHC                                    |
| Wanty-Groupe Gobert                    | Belgique                               | WGG                                    |

| Équipes continentales   | Équipes continentales | Équipes continentales |
| Nom de l'équipe         | Pays                  | Code                  |
| ----------------------- | --------------------- | --------------------- |
| Join-S-De Rijke         | Pays-Bas              | RIJ                   |
| Metec-TKH-Mantel        | Pays-Bas              | MET                   |
| Roubaix Lille Métropole | France                | RLM                   |
| Wallonie-Bruxelles      | Belgique              | WBC                   |

## Étapes
| Étape     | Date   | Villes étapes            |                 | Distance (km) | Vainqueur d’étape | Leader du classement général |
| --------- | ------ | ------------------------ | --------------- | ------------- | ----------------- | ---------------------------- |
| 1re étape | 23 mai | Rotterdam – Anvers (BEL) | Étape de plaine | 195           | Andrea Guardini   | Andrea Guardini              |
| 2e étape  | 24 mai | Anvers (BEL) – Rotterdam | Étape de plaine | 164           | Kris Boeckmans    | Kris Boeckmans               |

## Déroulement de la course

### 1reétape
| Classement de l'étape | Classement de l'étape       | Classement de l'étape | Classement de l'étape        | Classement de l'étape |
|                       | Coureur                     | Pays                  | Équipe                       | Temps                 |
| --------------------- | --------------------------- | --------------------- | ---------------------------- | --------------------- |
| 1er                   | Andrea Guardini             | Italie                | Astana                       | en 4 h 3 min 11 s     |
| 2e                    | Yauheni Hutarovich          | Biélorussie           | Bretagne-Séché Environnement | m.t                   |
| 3e                    | Kris Boeckmans              | Belgique              | Lotto-Soudal                 | m.t                   |
| 4e                    | Barry Markus                | Pays-Bas              | Lotto NL-Jumbo               | m.t                   |
| 5e                    | Dylan Groenewegen           | Pays-Bas              | Roompot Oranje Peloton       | m.t                   |
| 6e                    | Rudy Barbier                | France                | Roubaix Lille Métropole      | m.t                   |
| 7e                    | Edward Theuns               | Belgique              | Topsport Vlaanderen-Baloise  | m.t                   |
| 8e                    | Reinardt Janse van Rensburg | Afrique du Sud        | MTN-Qhubeka                  | m.t                   |
| 9e                    | Roy Jans                    | Belgique              | Wanty-Groupe Gobert          | m.t                   |
| 10e                   | Sam Bennett                 | Irlande               | Bora-Argon 18                | m.t                   |
| modifier              |                             |                       |                              |                       |

| Classement général | Classement général | Classement général | Classement général           | Classement général |
|                    | Coureur            | Pays               | Équipe                       | Temps              |
| ------------------ | ------------------ | ------------------ | ---------------------------- | ------------------ |
| 1er                | Andrea Guardini    | Italie             | Astana                       | en 4 h 3 min 1 s   |
| 2e                 | Yauheni Hutarovich | Biélorussie        | Bretagne-Séché Environnement | + 4 s              |
| 3e                 | Kris Boeckmans     | Belgique           | Lotto-Soudal                 | + 6 s              |
| 4e                 | Jelle Wallays      | Belgique           | Topsport Vlaanderen-Baloise  | + 6 s              |
| 5e                 | Rudy Barbier       | France             | Roubaix Lille Métropole      | + 7 s              |
| 6e                 | Tiesj Benoot       | Belgique           | Lotto-Soudal                 | + 8 s              |
| 7e                 | Ronan van Zandbeek | Pays-Bas           | Join-S-De Rijke              | + 8 s              |
| 8e                 | Wesley Kreder      | Pays-Bas           | Roompot Oranje Peloton       | + 9 s              |
| 9e                 | Barry Markus       | Pays-Bas           | Lotto NL-Jumbo               | + 10 s             |
| 10e                | Dylan Groenewegen  | Pays-Bas           | Roompot Oranje Peloton       | + 10 s             |
| modifier           |                    |                    |                              |                    |

### 2eétape
| Classement de l'étape | Classement de l'étape | Classement de l'étape | Classement de l'étape       | Classement de l'étape |
|                       | Coureur               | Pays                  | Équipe                      | Temps                 |
| --------------------- | --------------------- | --------------------- | --------------------------- | --------------------- |
| 1er                   | Kris Boeckmans        | Belgique              | Lotto-Soudal                | en 3 h 29 min 54 s    |
| 2e                    | Danilo Napolitano     | Italie                | Wanty-Groupe Gobert         | m.t                   |
| 3e                    | Alessandro Bazzana    | Italie                | UnitedHealthcare            | m.t                   |
| 4e                    | Ramon Sinkeldam       | Pays-Bas              | Giant-Alpecin               | m.t                   |
| 5e                    | Michael Van Staeyen   | Belgique              | Cofidis                     | m.t                   |
| 6e                    | Roy Jans              | Belgique              | Wanty-Groupe Gobert         | m.t                   |
| 7e                    | Edward Theuns         | Belgique              | Topsport Vlaanderen-Baloise | m.t                   |
| 8e                    | Rudy Barbier          | France                | Roubaix Lille Métropole     | m.t                   |
| 9e                    | Mike Teunissen        | Pays-Bas              | Lotto NL-Jumbo              | m.t                   |
| 10e                   | Johim Ariesen         | Pays-Bas              | Metec-TKH-Mantel            | m.t                   |
| modifier              |                       |                       |                             |                       |

## Classements finals

### Classement général final
| Classement général final | Classement général final | Classement général final | Classement général final     | Classement général final |
|                          | Coureur                  | Pays                     | Équipe                       | Temps                    |
| ------------------------ | ------------------------ | ------------------------ | ---------------------------- | ------------------------ |
| 1er                      | Kris Boeckmans           | Belgique                 | Lotto-Soudal                 | en 7 h 32 min 48 s       |
| 2e                       | Danilo Napolitano        | Italie                   | Wanty-Groupe Gobert          | + 11 s                   |
| 3e                       | Yauheni Hutarovich       | Biélorussie              | Bretagne-Séché Environnement | + 11 s                   |
| 4e                       | Rudy Barbier             | France                   | Roubaix Lille Métropole      | + 12 s                   |
| 5e                       | Alessandro Bazzana       | Italie                   | UnitedHealthcare             | + 13 s                   |
| 6e                       | Tiesj Benoot             | Belgique                 | Lotto-Soudal                 | + 15 s                   |
| 7e                       | Edward Theuns            | Belgique                 | Topsport Vlaanderen-Baloise  | + 17 s                   |
| 8e                       | Roy Jans                 | Belgique                 | Wanty-Groupe Gobert          | + 17 s                   |
| 9e                       | Michael Van Staeyen      | Belgique                 | Cofidis                      | + 17 s                   |
| 10e                      | Johim Ariesen            | Pays-Bas                 | Metec-TKH-Mantel             | + 17 s                   |
| modifier                 |                          |                          |                              |                          |

### Classements annexes
| Classement par points | Classement par points | Classement par points | Classement par points   | Classement par points |
| --------------------- | --------------------- | --------------------- | ----------------------- | --------------------- |
|                       | Coureur               | Pays                  | Équipe                  | Point(s)              |
| 1er                   | Kris Boeckmans        | Belgique              | Lotto-Soudal            | 48 points             |
| 2e                    | Rudy Barbier          | France                | Roubaix Lille Métropole | 33 pts                |
| 3e                    | Danilo Napolitano     | Italie                | Wanty-Groupe Gobert     | 30 pts                |
| modifier              |                       |                       |                         |                       |

| Classement du meilleur jeune | Classement du meilleur jeune | Classement du meilleur jeune | Classement du meilleur jeune | Classement du meilleur jeune |
|                              | Coureur                      | Pays                         | Équipe                       | Temps                        |
| ---------------------------- | ---------------------------- | ---------------------------- | ---------------------------- | ---------------------------- |
| 1er                          | Rudy Barbier                 | France                       | Roubaix Lille Métropole      | en 7 h 33 min 0 s            |
| 2e                           | Tiesj Benoot                 | Belgique                     | Lotto-Soudal                 | + 3 s                        |
| 3e                           | Edward Theuns                | Belgique                     | Topsport Vlaanderen-Baloise  | + 5 s                        |
| modifier                     |                              |                              |                              |                              |

| \| Classement par équipes[5] \| Classement par équipes[5] \| Classement par équipes[5] \| Classement par équipes[5] \| \| \| Équipe \| Pays \| Temps \| \| ------------------------- \| --------------------------- \| ------------------------- \| ------------------------- \| \| 1re \| Lotto-Soudal \| Belgique \| en 22 h 39 min 15 s \| \| 2e \| Lotto NL-Jumbo \| Pays-Bas \| + 8 s \| \| 3e \| Topsport Vlaanderen-Baloise \| Belgique \| + 18 s \| \| modifier \| \| \| \| |                             |          |                     |
| Classement par équipes |                             |          |                     |
| | Équipe                      | Pays     | Temps               |
| 1re | Lotto-Soudal                | Belgique | en 22 h 39 min 15 s |
| 2e | Lotto NL-Jumbo              | Pays-Bas | + 8 s               |
| 3e | Topsport Vlaanderen-Baloise | Belgique | + 18 s              |
| modifier |                             |          |                     |

### UCI Europe Tour
Cette World Ports Classic attribue des points pour l'UCI Europe Tour 2015, par équipes seulement aux coureurs des équipes continentales professionnelles et continentales, individuellement à tous les coureurs sauf ceux faisant partie d'une équipe ayant un label WorldTeam.
| Position,          | 1er | 2e | 3e | 4e | 5e | 6e | 7e | 8e | 9e | 10e | 11e | 12e |
| Classement général | 80  | 56 | 32 | 24 | 20 | 16 | 12 | 8  | 7  | 6   | 5   | 3   |
| Par étape          | 16  | 11 | 6  | 5  | 4  | 2  |    |    |    |     |     |     |
| Leader, par étape  | 8   |    |    |    |    |    |    |    |    |     |     |     |

| Cycliste            | Équipe                       | Général | Étape | Leader | Total |
| ------------------- | ---------------------------- | ------- | ----- | ------ | ----- |
| Danilo Napolitano   | Wanty-Groupe Gobert          | 56      | 11    | -      | 67    |
| Yauheni Hutarovich  | Bretagne-Séché Environnement | 32      | 11    | -      | 43    |
| Rudy Barbier        | Roubaix Lille Métropole      | 24      | 2     | -      | 26    |
| Alessandro Bazzana  | UnitedHealthcare             | 20      | 6     | -      | 26    |
| Edward Theuns       | Topsport Vlaanderen-Baloise  | 12      | -     | -      | 12    |
| Michael Van Staeyen | Cofidis                      | 7       | 4     | -      | 11    |
| Roy Jans            | Wanty-Groupe Gobert          | 8       | 2     | -      | 10    |
| Johim Ariesen       | Metec-TKH-Mantel             | 6       | -     | -      | 6     |
| Dylan Groenewegen   | Roompot Oranje Peloton       | -       | 4     | -      | 4     |

## Évolution des classements
| Étape              | Vainqueur          | Classement général | Classement par points | Classement du meilleur jeune | Classement par équipes |
| ------------------ | ------------------ | ------------------ | --------------------- | ---------------------------- | ---------------------- |
| 1                  | Andrea Guardini    | Andrea Guardini    | Andrea Guardini       | Rudy Barbier                 | Cofidis                |
| 2                  | Kris Boeckmans     | Kris Boeckmans     | Kris Boeckmans        | Rudy Barbier                 | Lotto-Soudal           |
| Classements finals | Classements finals | Kris Boeckmans     | Kris Boeckmans        | Rudy Barbier                 | Lotto-Soudal           |

## Liste des participants
- Liste de départ complète

| Légende                                | Légende                                                                                                  | Légende                         | Légende                                                                                                  |
| -------------------------------------- | --- | ------------------------------- | --- |
| Num                                    | Dossard de départ porté par le coureur sur cette World Ports Classic                                     | Pos                             | Position finale au classement général                                                                    |
| Leader du classement général           | Indique le vainqueur du classement général                                                               | Leader du classement par points | Indique le vainqueur du classement par points                                                            |
| Leader du classement du meilleur jeune | Indique le vainqueur du classement du meilleur jeune                                                     |                                 | Indique un maillot de champion national ou mondial, suivi de sa spécialité                               |
| #                                      | Indique la meilleure équipe                                                                              | NP                              | Indique un coureur qui n'a pas pris le départ d'une étape, suivi du numéro de l'étape où il s'est retiré |
| AB                                     | Indique un coureur qui n'a pas terminé une étape, suivi du numéro de l'étape où il s'est retiré          | HD                              | Indique un coureur qui a terminé une étape hors des délais, suivi du numéro de l'étape                   |
| *                                      | Indique un coureur en lice pour le classement du meilleur jeune (coureurs nés après le 1er janvier 1990) |                                 | |

| Giant-Alpecin TGA               | Giant-Alpecin TGA        | Giant-Alpecin TGA |
| ------------------------------- | ------------------------ | ----------------- |
| Num                             | Coureur                  | Pos               |
| 1                               | Marcel Kittel (GER)      | 77e               |
| 2                               | Roy Curvers (NED)        | NP-2              |
| 3                               | Thierry Hupond (FRA)     | 120e              |
| 4                               | Ramon Sinkeldam (NED)    | 29e               |
| 5                               | Albert Timmer (NED)      | 95e               |
| 6                               | Lars van der Haar (NED)* | AB-1              |
| 7                               | Tom Veelers (NED)        | 70e               |
| 8                               | Zico Waeytens (BEL)*     | 28e               |
| Directeur sportif : Rudie Kemna |                          |                   |

| Lotto NL-Jumbo TLJ                | Lotto NL-Jumbo TLJ    | Lotto NL-Jumbo TLJ |
| --------------------------------- | --------------------- | ------------------ |
| Num                               | Coureur               | Pos                |
| 11                                | Barry Markus (NED)*   | 17e                |
| 12                                | Brian Bulgaç (NED)    | 81e                |
| 13                                | Kevin De Weert (BEL)  | NP-2               |
| 14                                | Tom Leezer (NED)      | 72e                |
| 15                                | Timo Roosen (NED)*    | 13e                |
| 16                                | Mike Teunissen (NED)* | 11e                |
| 17                                | Robert Wagner (GER)   | 79e                |
| 18                                |                       |                    |
| Directeur sportif : Merijn Zeeman |                       |                    |

| Cofidis COF                       | Cofidis COF               | Cofidis COF |
| --------------------------------- | ------------------------- | ----------- |
| Num                               | Coureur                   | Pos         |
| 21                                | Nacer Bouhanni (FRA)*     | 92e         |
| 22                                | Loïc Chetout (FRA)*       | AB-1        |
| 23                                | Christophe Laporte (FRA)* | 38e         |
| 24                                | Florian Sénéchal (FRA)*   | 68e         |
| 25                                | Geoffrey Soupe (FRA)      | 41e         |
| 26                                | Anthony Turgis (FRA)*     | 113e        |
| 27                                | Michael Van Staeyen (BEL) | 9e          |
| 28                                | Clément Venturini (FRA)*  | 74e         |
| Directeur sportif : Stéphane Augé |                           |             |

| Lotto-Soudal # LTS                | Lotto-Soudal # LTS             | Lotto-Soudal # LTS |
| --------------------------------- | ------------------------------ | ------------------ |
| Num                               | Coureur                        | Pos                |
| 31                                | Jens Debusschere (BEL) (Route) | 73e                |
| 32                                | Tiesj Benoot (BEL)*            | 6e                 |
| 33                                | Kris Boeckmans (BEL)           | 1er                |
| 34                                | Thomas De Gendt (BEL)          | 118e               |
| 35                                | Kenny Dehaes (BEL)             | 97e                |
| 36                                | Gert Dockx (BEL)               | 82e                |
| 37                                | Jürgen Roelandts (BEL)         | 12e                |
| 38                                | Marcel Sieberg (GER)           | 31e                |
| Directeur sportif : Herman Frison |                                |                    |

| Astana AST                          | Astana AST                  | Astana AST |
| ----------------------------------- | --------------------------- | ---------- |
| Num                                 | Coureur                     | Pos        |
| 41                                  | Andrea Guardini (ITA)       | 30e        |
| 42                                  | Maxat Ayazbayev (KAZ)*      | 111e       |
| 43                                  | Borut Božič (SLO)           | 65e        |
| 44                                  | Laurens De Vreese (BEL)     | 64e        |
| 45                                  | Arman Kamyshev (KAZ)*       | 114e       |
| 46                                  | Bakhtiyar Kozhatayev (KAZ)* | 71e        |
| 47                                  | Ruslan Tleubayev (KAZ)      | 75e        |
| 48                                  |                             |            |
| Directeur sportif : Dmitriy Fofonov |                             |            |

| MTN-Qhubeka MTN                       | MTN-Qhubeka MTN                   | MTN-Qhubeka MTN |
| ------------------------------------- | --------------------------------- | --------------- |
| Num                                   | Coureur                           | Pos             |
| 51                                    | Gerald Ciolek (GER)               | 40e             |
| 52                                    | Matthew Brammeier (IRL)           | 61e             |
| 53                                    | Matthew Goss (AUS)                | AB-2            |
| 54                                    | Reinardt Janse van Rensburg (RSA) | 87e             |
| 55                                    | Adrien Niyonshuti (RWA)           | 119e            |
| 56                                    | Youcef Reguigui (ALG)*            | 27e             |
| 57                                    | Andreas Stauff (GER)              | 84e             |
| 58                                    |                                   |                 |
| Directeur sportif : Michel Cornelisse |                                   |                 |

| Topsport Vlaanderen-Baloise TSV       | Topsport Vlaanderen-Baloise TSV | Topsport Vlaanderen-Baloise TSV |
| ------------------------------------- | ------------------------------- | ------------------------------- |
| Num                                   | Coureur                         | Pos                             |
| 61                                    | Edward Theuns (BEL)*            | 7e                              |
| 62                                    | Oliver Naesen (BEL)*            | 19e                             |
| 63                                    | Gijs Van Hoecke (BEL)*          | 24e                             |
| 64                                    | Bert Van Lerberghe (BEL)*       | 85e                             |
| 65                                    | Jef Van Meirhaeghe (BEL)*       | 26e                             |
| 66                                    | Pieter Vanspeybrouck (BEL)      | 16e                             |
| 67                                    | Jelle Wallays (BEL)             | 86e                             |
| 68                                    | Jens Wallays (BEL)*             | 122e                            |
| Directeur sportif : Walter Planckaert |                                 |                                 |

| Bora-Argon 18 BOA                 | Bora-Argon 18 BOA          | Bora-Argon 18 BOA |
| --------------------------------- | -------------------------- | ----------------- |
| Num                               | Coureur                    | Pos               |
| 71                                | Sam Bennett (IRL)*         | 14e               |
| 72                                | Shane Archbold (NZL)       | 39e               |
| 73                                | Phil Bauhaus (GER)*        | 67e               |
| 74                                | Zakkari Dempster (AUS)     | 60e               |
| 75                                | Ralf Matzka (GER)          | AB-1              |
| 76                                | Christoph Pfingsten (GER)  | 117e              |
| 77                                | Daniel Schorn (AUT)        | 50e               |
| 78                                | Michael Schwarzmann (GER)* | 116e              |
| Directeur sportif : André Schulze |                            |                   |

| Europcar EUC                          | Europcar EUC            | Europcar EUC |
| ------------------------------------- | ----------------------- | ------------ |
| Num                                   | Coureur                 | Pos          |
| 81                                    | Thomas Boudat (FRA)*    | 83e          |
| 82                                    | Antoine Duchesne (CAN)* | 34e          |
| 83                                    | Jimmy Engoulvent (FRA)  | 106e         |
| 84                                    | Vincent Jérôme (FRA)    | 37e          |
| 85                                    | Morgan Lamoisson (FRA)  | 121e         |
| 86                                    | Julien Morice (FRA)*    | 80e          |
| 87                                    | Alexandre Pichot (FRA)  | 105e         |
| 88                                    | Angélo Tulik (FRA)*     | 78e          |
| Directeur sportif : Dominique Arnould |                         |              |

| Wanty-Groupe Gobert WGG                      | Wanty-Groupe Gobert WGG  | Wanty-Groupe Gobert WGG |
| -------------------------------------------- | ------------------------ | ----------------------- |
| Num                                          | Coureur                  | Pos                     |
| 91                                           | Danilo Napolitano (ITA)  | 2e                      |
| 92                                           | Tim De Troyer (BEL)*     | 88e                     |
| 93                                           | Tom Devriendt (BEL)*     | 104e                    |
| 94                                           | Jan Ghyselinck (BEL)     | 59e                     |
| 95                                           | Roy Jans (BEL)*          | 8e                      |
| 96                                           | Fréderique Robert (BEL)  | 69e                     |
| 97                                           | Frederik Veuchelen (BEL) | 57e                     |
| 98                                           |                          |                         |
| Directeur sportif : Hilaire Van der Schueren |                          |                         |

| Roompot Oranje Peloton ROP          | Roompot Oranje Peloton ROP | Roompot Oranje Peloton ROP |
| ----------------------------------- | -------------------------- | -------------------------- |
| Num                                 | Coureur                    | Pos                        |
| 101                                 | Dylan Groenewegen (NED)*   | 22e                        |
| 102                                 | Jesper Asselman (NED)*     | 42e                        |
| 103                                 | Berden de Vries (NED)      | 62e                        |
| 104                                 | Raymond Kreder (NED)       | 15e                        |
| 105                                 | Wesley Kreder (NED)*       | 21e                        |
| 106                                 | Ivar Slik (NED)*           | 108e                       |
| 107                                 | Sjoerd van Ginneken (NED)* | 58e                        |
| 108                                 | Brian van Goethem (NED)*   | 63e                        |
| Directeur sportif : Michael Boogerd |                            |                            |

| Bretagne-Séché Environnement BSE  | Bretagne-Séché Environnement BSE | Bretagne-Séché Environnement BSE |
| --------------------------------- | -------------------------------- | -------------------------------- |
| Num                               | Coureur                          | Pos                              |
| 111                               | Yauheni Hutarovich (BLR) (Route) | 3e                               |
| 112                               | Matthieu Boulo (FRA)             | 45e                              |
| 113                               | Maxime Cam (FRA)*                | AB-1                             |
| 114                               | Romain Feillu (FRA)              | 43e                              |
| 115                               | Benoît Jarrier (FRA)             | 96e                              |
| 116                               | Daniel McLay (GBR)*              | 115e                             |
| 117                               |                                  |                                  |
| 118                               |                                  |                                  |
| Directeur sportif : Denis Leproux |                                  |                                  |

| UnitedHealthcare UHC               | UnitedHealthcare UHC     | UnitedHealthcare UHC |
| ---------------------------------- | ------------------------ | -------------------- |
| Num                                | Coureur                  | Pos                  |
| 121                                | Robert Förster (GER)     | 51e                  |
| 122                                | Alessandro Bazzana (ITA) | 5e                   |
| 123                                | Davide Frattini (ITA)    | 90e                  |
| 124                                | Ken Hanson (USA)         | NP-2                 |
| 125                                | Christopher Jones (USA)  | 53e                  |
| 126                                | Daniele Ratto (ITA)      | 124e                 |
| 127                                | Federico Zurlo (ITA)*    | 100e                 |
| 128                                |                          |                      |
| Directeur sportif : Hendrik Redant |                          |                      |

| Cult Energy CLT                  | Cult Energy CLT                  | Cult Energy CLT |
| -------------------------------- | -------------------------------- | --------------- |
| Num                              | Coureur                          | Pos             |
| 131                              | Michael Carbel Svendgaard (DEN)* | 89e             |
| 132                              | Russell Downing (GBR)            | 125e            |
| 133                              | Alex Kirsch (LUX)*               | 32e             |
| 134                              | Martin Mortensen (DEN)           | 99e             |
| 135                              | Rasmus Christian Quaade (DEN)*   | 103e            |
| 136                              | Troels Vinther (DEN)             | 126e            |
| 137                              | Joël Zangerlé (LUX)              | 94e             |
| 138                              |                                  |                 |
| Directeur sportif : Luke Roberts |                                  |                 |

| Wallonie-Bruxelles WBC             | Wallonie-Bruxelles WBC  | Wallonie-Bruxelles WBC |
| ---------------------------------- | ----------------------- | ---------------------- |
| Num                                | Coureur                 | Pos                    |
| 141                                | Antoine Demoitié (BEL)* | 22e                    |
| 142                                | Ludwig De Winter (BEL)* | 98e                    |
| 143                                | Laurent Évrard (BEL)*   | 33e                    |
| 144                                | Loïc Pestiaux (BEL)*    | 52e                    |
| 145                                | Gaëtan Pons (BEL)*      | 102e                   |
| 146                                | Julien Stassen (BEL)    | 107e                   |
| 147                                | Thomas Wertz (BEL)*     | 93e                    |
| 148                                |                         |                        |
| Directeur sportif : Alexandre Abel |                         |                        |

| Metec-TKH-Mantel MET                     | Metec-TKH-Mantel MET      | Metec-TKH-Mantel MET |
| ---------------------------------------- | ------------------------- | -------------------- |
| Num                                      | Coureur                   | Pos                  |
| 151                                      | Johim Ariesen (NED)       | 10e                  |
| 152                                      | Jarno Gmelich (NED)       | 47e                  |
| 153                                      | Jasper Hamelink (NED)*    | 35e                  |
| 154                                      | Dries Hollanders (BEL)    | 36e                  |
| 155                                      | Sjoerd Kouwenhoven (NED)* | 49e                  |
| 156                                      | Stef Krul (NED)*          | 55e                  |
| 157                                      | Oscar Riesebeek (NED)*    | 91e                  |
| 158                                      | Remco te Brake (NED)      | 76e                  |
| Directeur sportif : Adri van Houwelingen |                           |                      |

| Roubaix Lille Métropole RLM            | Roubaix Lille Métropole RLM | Roubaix Lille Métropole RLM |
| -------------------------------------- | --------------------------- | --------------------------- |
| Num                                    | Coureur                     | Pos                         |
| 161                                    | Baptiste Planckaert (BEL)   | 66e                         |
| 162                                    | Rudy Barbier (FRA)*         | 4e                          |
| 163                                    | Dieter Bouvry (BEL)*        | 112e                        |
| 164                                    | Jérémy Leveau (FRA)*        | 101e                        |
| 165                                    | Romain Pillon (FRA)         | 110e                        |
| 166                                    | Jimmy Turgis (FRA)*         | 25e                         |
| 167                                    | Maxime Vantomme (BEL)       | 123e                        |
| 168                                    |                             |                             |
| Directeur sportif : Frédéric Delcambre |                             |                             |

| Join-S-De Rijke RIJ                  | Join-S-De Rijke RIJ       | Join-S-De Rijke RIJ |
| ------------------------------------ | ------------------------- | ------------------- |
| Num                                  | Coureur                   | Pos                 |
| 171                                  | Jetse Bol (NED)           | 44e                 |
| 172                                  | Dex Groen (NED)*          | 48e                 |
| 173                                  | Kobus Hereijgers (NED)    | 54e                 |
| 174                                  | Wouter Mol (NED)          | 56e                 |
| 175                                  | Jordi Talen (NED)*        | 109e                |
| 176                                  | Taco van der Hoorn (NED)* | 46e                 |
| 177                                  | Ronan van Zandbeek (NED)  | 20e                 |
| 178                                  | Coen Vermeltfoort (NED)   | 18e                 |
| Directeur sportif : Bennie Lambregts |                           |                     |